# Taphrinomycotina
Taphrinomycotina là một trong ba phân ngành nấm của ngành Ascomycota thuộc giới Nấm (nấm hình thành các bào tử trong nang hình túi). Các nghiên cứu về phát sinh chủng loại phân tử cho thấy đây là một đơn ngành và có chung nguồn gốc với ngành Ascomycota.

### Tìm hiểu thêm
- The Oregon Coalition of Interdisciplinary Databases: "Archiascomycetes: Early Diverging Ascomycetes"